# Detlef Wittig
Detlef Wittig (* 1942) je bývalý vrcholný manažer koncernu Volkswagen. Vystudoval Technickou univerzitu v Braunschweigu a Univerzitu v Göttingenu. Ve Volkswagnu pracoval na různých vedoucích pozicích od roku 1968. Od 1. října 2004 do 30. září 2007 byl předsedou představenstva Škoda Auto. Dne 27. září 2007 mu bylo uděleno čestné občanství Mladé Boleslavi. Manželka: Lenka Wittig